# Maria Weese
Maria Weese, född (uppgift saknas), död (uppgift saknas), var en österrikisk friidrottare med kortdistanslöpning som huvudgren. Weese var flerfaldig österrikisk mästare och blev bronsmedaljör vid damspelen 1931 och var en pionjär inom damidrott.

## Biografi
Maria Weese föddes i Österrike, i ungdomen började hon intressera sig för friidrott och senare gick hon med i idrottsföreningen ”Wiener AF” (WAF) i Wien. Hon tävlade även i flera landskamper i det österrikiska damlandslaget i friidrott.
Hon tävlade främst i löpgrenar (kortdistanslöpning 60 meter, 100 meter, 200 meter och häcklöpning) men även hoppgrenar (främst längdhopp) och kastgrenar (diskuskastning, kulstötning och spjutkastning).
Weese var flerfaldig österrikisk mästare i stafettlöpning svensk stafett 1927 (med Felicitas Hansch, Dolly Wagner, Klara Gal) och 1929 (med Hansch, Kohlbach och Wagner). 1930 satte hon österrikiskt rekord i stafettlöpning 4 x 100 meter (med Wagner, Perkaus och Schurinek) den 19 juni vid en landskamp i Wien.
1931 deltog Weese vid Olimpiadi della Grazia 29–31 maj i Florens, under denna tävling tog hon bronsmedalj i Svensk stafett (med Herma Schurinek, Veronika Kohlbach, Lisl Perkaus och Weese). Hon tävlade även i stafett 4 x 75 meter (med Weese, Schurinek, Helmi Singer och Kohlbach) och stafett 4 x 100 meter (med Weese, Kohlbach, Perkaus och Schurinek) dock utan att nå medaljplats.